# Reserva da Biosfera Chamela-Cuixmala
A Reserva da Biosfera Chamela-Cuixmala é uma reserva florestal na costa do Pacífico do estado mexicano de Jalisco. O parque foi fundado em  1993 and em cobre 131,42 km² em La Huerta. A área possui montanhas e planícies cobertas por florestas tropicais secas.